# Eucereon phaeophlebia
Eucereon phaeophlebia là một loài bướm đêm thuộc phân họ Arctiinae, họ Erebidae.